# Katica InterRégió
A Katica InterRégió egy Budapest és Balatonfüred között közlekedő szezonális járat. A járat csak májustól szeptemberig közlekedik.

## Történet
Az első Katica nevű járat 2013. június 15-én indult Katica sebesvonat néven Budapest és Balatonfüred között. A járatokat ekkor még Siemens Desiro motorvonatok továbbították, és csak nyári főszezonban közlekedtek. Nevét is az ekkoriban közlekedő Desiro motorvonatok piros-fekete színe alapján kapta. 2015-ben a vonatok Székesfehérvár helyett Pusztaszabolcs-Börgönd-Szabadbattyán felé terelve közlekedtek, Kelenföld és Szabadbattyán között csak Börgönd állomáson álltak meg. 2020-tól a járatok nem állnak meg Szabadbattyán állomáson, és ettől az évtől a járat már utószezonban, valamint 2021-től előszezonban is közlekedik. 2021. június 19-től InterRégióként közlekedik, ekkortól már Stadler FLIRT motorvonatokkal, és ismét megállnak Szabadbattyányon. Májustól szeptemberig kétóránként, elő- és utószezonban csak hétvégén közlekedik.

## Megállói
| 1. Budapest-Déli        |
| 2. Budapest-Kelenföld   |
| 3. Székesfehérvár       |
| 4. Maroshegy            |
| 5. Szabadbattyán        |
| 6. Polgárdi-Ipartelepek |
| 7. Polgárdi             |
| 8. Füle                 |
| 9. Balatonfőkajár felső |
| 10. Csajág              |
| 11. Balatonakarattya    |
| 12. Csittényhegy        |
| 13. Balatonkenese       |
| 14. Balatonfűzfő        |
| 15. Balatonalmádi       |
| 16. Káptalanfüred       |
| 17. Alsóőrs             |
| 17. Csopak              |
| 19. Balatonarács        |
| 20. Balatonfüred        |

Ezek közül feltételes megállók: Maroshegy, Füle, Balatonfőkajár felső, Balatonakarattya, Csittényhegy, Káptalanfüred, Csopak, Balatonarács